# (17165) 1999 LS27
A (17165) 1999 LS27 a Naprendszer kisbolygóövében található aszteroida. A LINEAR projekt keretében fedezték fel 1999. június 9-én.